# 47 Meters Down
47 Meters Down är en brittisk skräckfilm från 2017 i regi av Johannes Roberts. Mandy Moore har huvudrollen som Lisa tillsammans med Claire Holt som spelar Kate.  Filmen hade premiär den 16 juni 2017 och har spelat in 34 miljoner dollar.

## Handling
Systrarna Lisa och Kate är på semester tillsammans i Mexiko och blir en dag bjudna med ut på havet för att dyka i bur för att kolla på vithajar på nära håll. När de är under ytan förvandlas deras upplevelse till en mardröm då kabeln som håller upp deras bur bryts av, och buren med systrarna  fast inuti faller ned till den mörka botten av havet på 47 meters djup. Med väldigt lite luft kvar i sina dykardräkter och blodtörstiga vithajar som simmar runt buren måste nu systrarna kämpa för att ta sig upp till ytan igen.

## Rollista (i urval)
- Mandy Moore – Lisa
- Claire Holt – Kate
- Chris J. Johnson – Javier
- Yani Gellman – Louis
- Santiago Segura – Benjamin
- Matthew Modine – Captain Taylor